# Romance de Abenámar
El romance de Abenámar es un poema anónimo, perteneciente al Romancero Viejo, de tema fronterizo, subgrupo de los romances históricos inspirados en sucesos que se nutren de los acontecimientos ocurridos durante la Reconquista. 
El romance recrea un diálogo entre Juan II de Castilla y el moro Abenámar. 

## Estructura
Se compone, este romance, de cuarenta y seis versos que pueden dividirse en tres partes La primera parte (versos 1-10) abre el poema con la presentación del personaje, aquí se resaltan las manifestaciones naturales que hacen especial a este personaje. En la segunda parte (vs. 11-36) se establece el diálogo entre don Juan y Abenámar. 
Este diálogo nos lleva, a su vez, a la descripción poco precisa de los edificios que hacen tan codiciada a la ciudad de Granada. La tercera parte (vs. 37-46) es en la que se establece el diálogo entre don Juan y Granada. Esta estructuración gira en torno a la metáfora central, importantísima, que estructura el poema, la transformación de Granada como ciudad-mujer. 
Resalta, y esto hace de este romance algo especial, la poca insistencia en la descripción de los palacios, torres y jardines, sólo en su valor único, enfatizado por la alusión al orfebre y por el intercambio que el rey-galán entregaría a la ciudad-mujer: de un elevado valor pero que no están a la altura.

## Estilo
Este romance muestra una gran poetización dentro del romancero: un tono distinto del tono épico, un tipo de elaboración altamente creador. La introducción del suspense es un elemento muy poco frecuente en el castellano (verso 39). Este elemento llama poderosamente la atención porque en conjunto crea una metáfora central que organiza el poema con sutileza, sensualidad e ironía (en la respuesta de la Granada-mujer, al replicar al pretendiente que es esposa feliz). 
Particular hace a este poema la transformación de los interlocutores y el vocabulario empleado, que simboliza una situación de guerra en términos de amor. Así el rey de Castilla no es únicamente un rey conquistador que emprende una operación militar, sino también es un hombre que desea poseer algo maravilloso y teme no lograrlo.